# 戯作三昧
戯作三昧（げさくざんまい）は、芥川龍之介が1917年（大正6年）に発表した小説である。芥川が大学卒業後、海軍機関学校の教官を務めていた時期に新聞に発表した。老年期の曲亭馬琴を通じて、芥川自身の芸術観を表現した内容となっている。
『馬琴日記』から着想を得て、江戸末期の市井の風俗の中で芸術至上主義を貫いた滝沢馬琴を描いた江戸物の作品。『南総里見八犬伝』執筆中の馬琴は、世間の評価や出版元との関係に苦悩しながらも、芸術創作に徹する。馬琴の姿に、芥川自身の人生観、芸術観の境地を投影した。